# 8985 Tula
8985 Tula este un asteroid din centura principală de asteroizi.

## Descriere
8985 Tula este un asteroid din centura principală de asteroizi. A fost descoperit pe 9 august 1978 la Observatorul astrofizic din Crimeea de Nikolai Cernîh și Liudmila Cernîh. Asteroidul prezintă o orbită caracterizată de o semiaxă mare de 2,26 ua, o excentricitate de 0,20 și o înclinație de 4,1° în raport cu ecliptica.